# Chiridota laevis
Chiridota laevis är en sjögurkeart som först beskrevs av Fabricius 1829.  Chiridota laevis ingår i släktet Chiridota och familjen Chiridotidae. Inga underarter finns listade i Catalogue of Life.